# تاون هیل (برمودا)
تاون هیل با ۷۹ متر بلندترین نقطه در جزیره برمودا است.